# Kombinat aluminijuma Podgorica
Kombinat aluminijuma A.D. Podgorica (Abkürzung KAP) war ein Aluminiumhersteller mit Sitz in Podgorica. Seit der Insolvenz im Oktober 2013 bis zur Urteilssprechung in erster Instanz im Oktober 2019 lief ein Rechtsstreit zwischen den ehemaligen Miteigentümern CEAC, ein Unternehmen Oleg Deripaskas, und der montenegrinischen Regierung. Im November 2022 zog Deripaska vor das Berufungsgericht Svea Court of Appeal in Schweden, wo der Prozess noch im selben Jahr zu Gunsten der Republik Montenegro entschieden wurde. Der Insolvenzverwalter hatte die Aktiva des Kombinats an Uniprom verkauft.

## Geschichte
Im Jahr 1968 wurde die Gründung eines Aluminiumwerkes in Podgorica beschlossen. Bei der Umsetzung und Finanzierung dieses Projektes war der ehemalige französische Industriekonzern Pechiney maßgeblich beteiligt. Der Bau des Werkes begann bereits im darauffolgenden Jahr und die Produktion lief 1971 an. Die Produktionskapazität betrug bei Produktionsbeginn 50.000 Tonnen Aluminium im Jahr und wurde bereits 1973 erreicht, worauf der Betrieb erweitert und auf eine jährliche Menge von 200.000 Tonnen Aluminium ausgebaut wurde.
1976 erwarb das Unternehmen ein Kalkwerk in Spuž, einem kleinen Ort bei Danilovgrad in Montenegro. In den folgenden Jahren wurde das Aluminiumwerk erneut erweitert und 1983 begann die Produktion in einem neuen Werk und 1984 nahm ein neues Schmiedewerk seinen Betrieb auf.
In den 1980er Jahren investierte KAP weiter in neue Produktionsanlagen und gründete 1986 das Aluminum Research and Development Institute mithilfe der Organisation der Vereinten Nationen für industrielle Entwicklung und des Entwicklungsprogramms der Vereinten Nationen.
2004 verkaufte das Unternehmen das Kalkwerk in Spuž. Im folgenden Jahr wurde von der Central European Aluminum Company (CEAC), einem Tochterunternehmen der russischen En+, die Mehrheit der Anteile an KAP erworben. In der Folge der Übernahme führte der neue Mehrheitseigner Modernisierungsmaßnahmen mit einem Volumen von mehreren Millionen Euro durch.

## Unternehmen
Das Kombinat aluminijuma Podgorica war an der Montenegro Stock Exchange gelistet. Die drei größten Anteilseigner sind CEAC Holdings Limited (29,36 Prozent), der Staat Montenegro (29,36 Prozent) und Adcapital Montenegro (14,69 Prozent).